# 조피 초테크 폰 호헨베르크 여공작
조피 마리아 요제핀 알비나 초테크 폰 초트코프 운트 보그닌 백작영애(독일어: Sophie Maria Josephine Albina Gräfin Chotek von Chotkow und Wognin, 1868년 3월 1일 ~ 1914년 6월 28일)는 오스트리아-헝가리 제국의 제위 계승자였던 프란츠 페르디난트 대공의 배우자이다. 1900년 호엔베르크 여후작으로 책봉되었고 1909년 여공작으로 승격되었다. 1914년 사라예보에서 남편과 함께 암살되었다. 조피의 후손들은 조피의 작위를 딴 호헨베르크가로 불렸다.

## 생애
뵈멘 지방의 백작 가문 출신으로 테셴 공작 프리드리히 대공의 시녀로 일하던 중, 프란츠 페르디난트와 결혼하게 되었다. 프란츠 페르디난트의 백부인 황제 프란츠 요제프 1세는 신분이 다른 두 사람의 귀천상혼을 강하게 반대하였고 1900년 6월 28일에야 두 사람에게서 태어난 자녀는 제위 계승권을 가질 수 없다는 조건 하에 결혼을 허락했다. 같은 해 7월 1일 조피는 프란츠 페르디난트와 결혼하였으나 결혼식에 황제를 비롯한 궁정 귀족들은 참석하지 않았다. 조피는 결혼 후에도 대공비 전하의 칭호를 사용할 수 없었으며 합스부르크 왕가의 일원으로 인정받지 못했다. 그녀는 남편과 나란히 앉아 오페라를 관람하거나 남편의 팔짱을 끼고 무도회에 갈 수도 없었다.
1914년 6월 28일, 조피는 남편과 함께 오스트리아-헝가리 제국의 공동 통치 구역이었던 보스니아 헤르체고비나를 방문했다. 환영 인파에 둘러싸인 부부의 차는 폭탄 테러를 당했고 프란츠 페르디난트는 그녀에게 곧장 호텔로 돌아가라고 했지만 조피는 이를 거부했다. 대공 부부는 다른 일정을 마치고 폭탄 테러 사건으로 다친 부하들을 문병하러 병원으로 향했고 일정이 전달되지 않은 운전사가 길을 잘못 든 순간, 세르비아인 민족주의자 가브릴로 프린치프가 나타나 프란츠 페르디난트의 목을 쏘았다. 이어서 조피 또한 배에 총을 맞았고 프란츠 페르디난트는 그녀에게 아이들을 생각해서라도 죽어서는 안된다고 말했지만 몇 분 뒤 부부는 숨을 거두었다.

## 자녀
| 사진 | 이름                          | 생일            | 사망                    | 기타         |
| ---- | ----------------------------- | --------------- | ----------------------- | ------------ |
|      | 조피 폰 호헨베르크 여후작     | 1901년 7월 24일 | 1990년 10월 27일 (89세) | 슬하 3남 1녀 |
|      | 막시밀리안 폰 호헨베르크 공작 | 1902년 9월 29일 | 1962년 1월 8일 (59세)   | 슬하 6남     |
|      | 에른스트 폰 호헨베르크 후작   | 1904년 5월 27일 | 1954년 3월 5일 (49세)   | 슬하 2남     |

## 직함
- 조피 호테크 폰 콧구바운트보닌 공녀
- 호엔베르크 여후작 저하
- 호엔베르크 여공작 저하

## 같이 보기
- 사라예보 사건

| 전임 신설 | 호엔베르크 여후작 1907년~1909년 | 후임 여공작으로 승격 |

| 전임 신설 | 호엔베르크 여공작 1909년~1914년 6월 28일 | 후임 막시밀리안 |